# Юснан
Юснан (швед. Ljusnan) — річка у центральній частині Швеції. Довжина річки становить 430 км, площа басейну — 19820 км² (за іншими даними — близько 19828,1 км²). Бере початок у Скандинавських горах, біля кордону з Норвегією, проходить через кілька озер, утворює багато порогів і водоспадів. Впадає у Ботнічну затоку Балтійського моря. Біля гирла річки лежить місто Юсне. Живлення переважно снігове, середня витрата води 230 м³/с. Замерзає на 6 — 7 місяців. На Юснан зведено каскад ГЕС.

## Каскад ГЕС
На Юснан зведено 21 ГЕС: ГЕС Långå, ГЕС Krokstrommen, ГЕС Långströmmen, ГЕС Halvfari, ГЕС Öjeforsen, ГЕС Laforsen, ГЕС Edeforsen, ГЕС Norränge, ГЕС Lottefors, ГЕС Dönje, ГЕС Landafors.